# 騰衝戰役
騰衝戰役（日语：騰越の戦い）為抗日戰爭滇西緬北戰役的戰役之一，地點是在中國雲南騰衝，起始時間為1944年5月。9月13日結束。守軍是日軍步兵第148聯隊藏重康美所部及步兵第113聯隊、步兵第114聯隊、第146聯隊、捜索第56聯隊、野炮兵第56聯隊各一部約7,000人（實際參戰為步兵第148聯隊主力約1,800餘人並脅迫扣留慰安婦、印緬籍軍伕數百人於來鳳山與騰衝城內）。攻擊部隊為中國遠征軍霍揆彰率領的第二十集團軍。在兵力、火力的絕對優勢與盟國空軍強大支援下，經過重大死亡後才消滅孤立無援的日軍，是成功的攻堅戰。騰衝是抗日戰爭以來國民革命軍收復的第一個有日軍駐守的縣城。

## 背景
1941年12月，太平洋戰爭爆發。1942年初，日軍進攻緬甸。當畹町失守，日軍直逼騰衝龍陵而來時，地方官員逃離，騰衝全城3萬人在混亂中疏散，5月10日，292名日軍在混亂之中佔領了騰衝城。5月5日，日軍部隊已達惠通橋頭，日軍小部隊甚至渡過怒江，但被國軍第71軍第36師殲滅，國軍與日軍隔怒江對峙。預備第2師、第36師先後一度渡江進行游擊戰，由於損失慘重撤退到怒江以東。
滇緬公路被日軍截斷後，援華物資只能由美軍航空隊及中國航空通過「駝峰航線」輸送，運費昂貴，風險極大。為重新控制滇緬公路，中國駐印遠征軍和英、印軍於1943年10月下旬聯合發起了對緬北日軍的反攻。駐印軍反攻初具成果之後，1944年4月17日，中國遠征軍作出了强渡怒江反攻計劃。5月5日，怒江東岸保山縣中國遠征軍長官司令部，司令長官衛立煌召開了會議。傳遞參謀總長何應欽渡江攻擊的命令。右翼為第20集團軍，左翼為第11集團軍。騰衝戰役是右翼第20集團軍的戰役。

## 作戰部隊

### 中方
第20集團軍總司令霍揆彰，副總司令方天
- 第53軍周福成（軍長，趙鎮藩繼任)
  - 第116師趙鎮藩（師長，劉潤川繼任)　　
  - 第130師張玉挺（師長，王理寰繼任)
  - 輜重團劉寶華
- 第54軍方天（軍長，闕漢騫繼任）1944年4月第14師、第50師調入緬甸，同年8月編入新6軍序列
  - 第198師葉佩高（師長）
  - 配屬第36師李志鵬（師長）
  - 配屬預備第2師顧葆裕（師長）
- 高炮第49團3營
- 第8軍山砲營
- 輜重團雷震波
- 工兵第2團林松
- 通訊部隊

### 日方
56師團
- 步兵第113聯隊（日语：歩兵第113連隊）一部(聯隊長松井秀治大佐)
- 步兵第146聯隊一部
- 步兵第148聯隊藏重康美(騰越守備隊長)
- 捜索第56聯隊一部
- 野砲兵第56聯隊一部

18師團
- 步兵第114聯隊一部。

## 作戰經過

### 渡怒江
1944年5月11日遠征軍第20集團軍第54軍第198師、第36師各一部由栗柴壩、雙虹橋間以橡皮艇、竹筏、木船強渡怒江；同日，第11集團軍第6軍新編第39師、第71軍第88師、第2軍第33師、第76師各一個加強團由惠仁橋、打黑渡及三江口渡過怒江，向紅木樹、平戛、滾弄方面攻擊，以策應第20集團軍的作戰。

### 高黎貢山
5月11日強渡怒江的國軍第54軍第二天早晨即進攻日軍高黎貢山灰坡、唐習山、大塘子等處據點。
左翼第54軍第36師第108團北向攻擊江邊的敢頂寨；以第107團先攻唐習山寨，進而攻取大塘子。唐習山寨在107團的攻擊下，日軍向大塘子方向退卻。第二天，107團逼近大塘子。日軍56師團148聯隊宮原春樹少佐第3大隊1,600人駐守大塘子，配有4門山炮，第107團接近日軍陣地才遭到猛烈的火力，一戰失利。第107團立即再次進攻，又再次受挫。第36師請派空軍助戰。但直到下午5時濃霧才散開，飛機才飛抵大塘子。日軍的對空射擊陣地使飛機沒有形成大的威脅。宮原少佐趁機率隊從山上分路向下猛衝，對107團形成包圍態勢。 36師部隊潰退，傷亡重大。36師被調到唐習山以北整頓。作為右翼第198師的後援部隊。
5月13日晚，第53軍第116師的第347團、348團從雙虹橋渡過怒江，迅速趕到左翼前線。116師攻擊一舉攻下日軍唐習山、大尖山據點。 116師第346團乘勢攻占百花林。佔領了大塘子四周高地。116師再乘勝攻擊，佔領雞心山，舊街、馬蹄山，對大塘子的包圍圈進一步縮小。5月18日，天氣好，在盟軍飛機的協助下，第53軍再次對大塘子發起攻勢。348團迂迴敵後。5月19日，第130師388團和390團向前推進，日軍隱藏在樹上的機槍居高臨下，第388團首當其衝傷亡大半。388團團長佟道、營長李度光、美軍軍官歐陽容、翻譯姚元等人身負重傷，營長王福林、美軍聯絡官馬利瑞少校當場陣亡。第53軍第130師389團由東、南兩面進攻，第116師348團由西北進攻。終於5月24日攻下大塘子。53軍分兵兩路，一路以116師向南齋公房攻擊前進；一路以130師向江苴攻擊前進。
右翼第54軍198師592團5月12日初次攻擊灰坡，592團的一、三兩營因官兵傷亡過眾，加之日軍逆襲，部隊不支後退。 5月15日，部隊已經快潰退到了江邊。後經過三次猛攻、克復灰坡。灰坡攻克後，592團乘勝西進，協助594團進攻北齋公房及冷水溝埡口。日軍第148聯隊2大隊日隈太郎大尉堅守北齋公房，在冷水溝築有堅固的工事和碉堡。5月20日，第594團先以一營配以工兵排從冷水溝北的高地向埡口進攻。第594團團長覃子斌身負重傷倒在戰場。592團團長陶達綱任前敵總指揮。指揮592團、594團、重砲營、山砲連、三個工兵連（二個軍工兵連、一個師工兵連），一搜索連、八二迫擊砲連。198師師長葉佩高派593團兩個營繞道越過5座山峰奔襲位於北齋公房側後的橋頭、馬面關。突襲部隊在因飢寒減員的情況下，仍在指定時間內向橋頭日軍發起猛攻，日軍陣亡300餘人。當天下午也肅清馬面關的日軍，截斷北齋公房的日軍後路。6月7日，第198師從馬面關調來第593團，完成對北齋公房和冷水溝埡口日軍的合圍。6月13日日軍148聯隊的兩個大隊，突進到冷水溝附近，救出了守軍日隈大隊的殘部。6月14日第198師攻克北齋公房。
5月31日時，左翼第390團加強營佔領江苴重要高地。然而，日軍以113、114、146、炮56、搜56等五個聯隊之各一部，在6月4日，6月6日大舉反攻，他們分波次地向河頭寨、紅木樹猛撲。第390團、第347、第389團後撤。6月19日時，日軍攻勢衰竭，遠征軍乘機反攻，奪回大、小壩及紅木樹等高地，再次把日軍逼入江苴。日軍在江苴負隅頑抗，遠征軍組織敢死隊突然衝入江苴街，日軍紛紛向騰衝方向潰退。經過掃蕩與整頓以後，53軍由向陽橋、54軍由固東向騰衝前進。

### 6月22日日軍兵力配置
- 飛鳳山陣地  第3大隊 隊長宮原春樹少佐  第3大隊主力、速射砲中隊（1門）、野砲1中隊
- 來鳳山陣地  連隊砲中隊 隊長成合盛大尉 速射砲中隊（1門）、步兵第6中隊、第2機槍中隊1個小隊
- 寶峰山陣地  步兵1個小隊 隊長岡崎均少尉  混成步兵1個小隊、機槍1個分隊、迫撃砲1門
- 城壁、東営台陣地  步兵1個大隊 隊長早瀬千歳大尉  混成步兵3個小隊、連隊砲2個小隊（2門）、速射砲2個小隊（2門）、機槍2梃
- 高良山陣地 步兵第9中隊一部長副島秋義準尉  步兵第9中隊1個小隊 第2機槍中隊1個分隊
- 預備隊  第2大隊 隊長日隅太郎大尉  步兵第5中隊基幹

6月27日早晨步兵第三大隊宮原大隊從騰衝出發，向主要決戰戰場龍陵轉進。

### 寶峰山、飛鳳山
6月28日54軍預2師一舉攻占寶峰山。7月3日，53軍116師348團一舉攻占飛鳳山，54軍亦於同日肅清寶峰山。

### 來鳳山
中國遠征軍第54軍用了預備第2師一個整師，再加上第36師一個團做預備隊，來攻來鳳山。守來鳳山的日軍也不過400多人，中國遠征軍衝鋒死傷慘重，但無法逾越這座小山。7月25日，霍揆彰令第54軍軍長方天專任20集團軍副總司令，闕漢騫昇任第54軍軍長，率第54軍進攻來鳳山。闕漢騫向20集團軍總部建議先用砲火和飛機轟炸摧毀日軍的火力，再進行沖鋒。7月26日中方57架戰鬥機、轟炸機向日軍的火力碉堡進行掃射轟炸，砲兵以猛烈的砲火進行轟擊，突擊隊用火焰噴射器進行噴射。7月27日日軍放棄來鳳山據點，退入騰衝城中，人數約在1,300人左右。

### 騰衝城

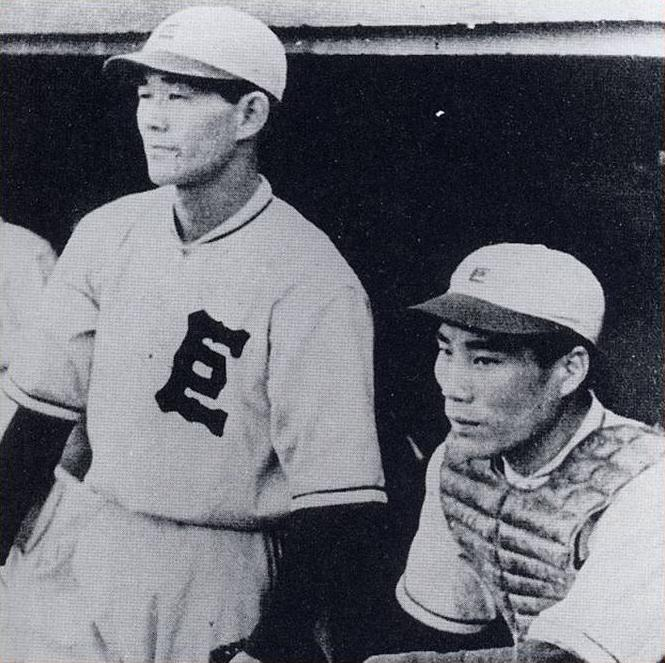
左為澤村榮治、右為吉原正喜.

7月27日日方第56師團長松山祐三中将電令藏重康美大佐死守騰衝待援。8月2日盟軍60架戰機摧毀了部分的城牆，國軍發起全面進攻。8月3日國軍摧毀騰衝城西南角的碉堡，侵入城牆，日軍發動夜襲(萬歲衝鋒)，國軍退出。8月5日盟軍15架B25轟炸機轟炸騰衝城炸毀城牆十幾處。8月7日，日軍運輸機4架，由4架戰鬥機護航飛臨騰衝城向守城日軍空投物資，均被美空軍擊落。8月8日轟炸機隊轟炸，炸毀西南角和東南角碉堡。8月9日清晨，五千國軍試圖從昨天轟炸點突入城內，佔領了部分城牆陣地。12日，日軍大舉攻擊國軍第36師108團佔領的城牆陣地，雙方展開白刃戰。第108團因傷亡過重，被迫撤出城牆陣地。該團二營500多人全部陣亡。國軍開始在西南和東南角的城牆挖隧道炸城墙。8月13日盟軍24架戰機大舉轟炸，炸塌日軍的地下指揮部。包括148聯隊長藏重康美步兵大佐在內的32名日軍指揮部官兵全悶死在指揮部裡。繼任者是年僅28歲的大田正人大尉。8月14日清晨國軍發起第二次全面進攻。然而，日軍又一次頑強的死守。然而，在5小時戰鬥中日軍喪生的官士兵包括3名軍官。8月15日至17日雙方展開激烈的巷戰。國軍攻擊重點集中在騰衝城牆西南角，17日下午增加兩個團進攻，當天晚上佔領西南角。大田大尉決定防守在西門和南門一線防線。8月19日國軍發起第三次全面進攻。第198師參加戰鬥。8月20日，國軍始將東南三面城牆上之日軍大部肅清，於8月21日晨開始向城內之日軍攻擊，當日日軍残存兵力640名。8月22日國軍198師主力進入西門附近的英國領事館。8月25日12架日軍戰機向日方駐軍空投補充500枚手榴彈。8月27日在夜幕的掩護下，日方包括吉原正喜伍長在內投擲手榴彈襲擊中方，炸死和炸傷許多中方軍隊。9月1至5日日軍被迫向東退。9月5日國軍發起最後一次全面進攻。9月7日大田大尉以下70名日軍被圍困在聯隊總部附近。9月11日日軍彈藥，手榴彈用完，銷毀軍旗。9月13日藏重康美大佐死亡一個月，大田大尉以下70人除3員重傷全員戰死。

### 情報戰
日軍破譯國軍電報密碼，因而得知國軍動向。

### 傷亡人數
遠征軍第20集團軍陣亡9,168人，傷10,200餘人。日方2,700餘人，几乎全員戰死、自殺或胁迫自殺。遠征軍生俘日方軍官4員，士兵20餘名，印緬籍軍伕30餘名，慰安婦18名。

### 民眾支持
當地民眾曾大力支持國軍的反攻。抗日縣政府發動46,000多民工，從事運送彈藥糧秣等工作。

### 美軍
美國陸軍第14航空隊提供了遠征軍的空中支援。8月3日，美軍得知炸彈被堅硬的城牆巨石反彈到離城牆幾十米外爆炸而無法炸城牆時，地勤人員在炸彈上綁上磨尖的鋼條。當美軍在飛機上扔下炸彈時，磨尖的鋼條就能“釘”在城牆巨石上，準確地炸毀城牆。8月5日的轟炸因而有效的炸毀十幾處城牆。

## 美軍記錄片
當時的美軍顧問史塔爾（Elvis Jacob Stahr, Jr.）中校（後曾任美國陸軍部長、印第安那大學校長）特將攻城經過情形，補拍成記錄片，帶回美國宣揚國軍之英勇。

## 國殤墓園
滇西收復後，雲貴監察史李根源主持修建騰衝抗日烈士陵園國殤墓園。位於雲南騰衝縣來鳳山北麓的騰衝忠烈祠，建成於1945年7月7日，奉祀騰衝戰鬥中陣亡將士。忠烈祠後為高31米的圓錐形紀念塔，鐫有第二十集團軍總司令霍揆彰題寫的「遠征軍第二十集團軍抗日陣亡將士紀念塔」，南面鐫有「中華民國三十四年歲在乙酉季夏」和第二十集團軍總部所撰《騰衝會戰概要》。3646烈士墓塚以塔為園心，呈輻射狀縱隊排列。祠內兩側牆體嵌陣亡將士題名碑石，共9618人。國殤墓園中有有蔣中正簽署的保護國殤墓園的《國民政府軍事委員會佈告》碑、第20集團軍總司令霍揆彰的記述騰衝作戰經過的《忠烈祠》碑和《騰衝會戰概要》碑、騰衝縣抗日政府縣長張問德的《答田島書》碑，雲貴監察史李根源的《告滇西父老書》碑。

## 外部連結
- 血战腾冲：中国军队最成功的攻坚战 （页面存档备份，存于）